# ドミニク・ロシュトー
ドミニク・クロード・ロシュトー（Dominique Claude Rocheteau 、1955年1月14日 - ）は、フランスの元同国代表サッカー選手。ポジションはFW。センターフォワードタイプではなく、ウイングタイプのFWであった。

## 経歴
変幻自在のドリブルを持ち味とし、そのプレースタイルからアンギーユ（ウナギ）のあだ名が付けられた。
7シーズンに渡って在籍したパリ・サンジェルマンでは、クラブ通算100ゴールを達成している。
1975年9月3日のイスラエル戦でフランス代表デビュー、1986年ワールドカップ準々決勝のブラジル戦まで代表を務め、通算では49試合で15得点を挙げた。
1978 FIFAワールドカップではハンガリー戦で1ゴール、1982 FIFAワールドカップでは北アイルランド戦で2ゴール、
1986 FIFAワールドカップではハンガリー戦で1ゴールと3大会連続でゴールを挙げた。1986年大会では4つのアシストも決め、チームの3位に貢献した。
1984年のユーロでは2試合に出場して優勝を経験、1985年10月30日のルクセンブルグ戦ではハットトリックも達成した。

## 所属クラブ
- ASサンテティエンヌ 1972-1980
- パリ・サンジェルマン 1980-1987
- トゥールーズFC 1987-1989

## 語録
- 「暴力は弱さの一つの形である」[8]